# محطة أركنساس للطاقة النووية

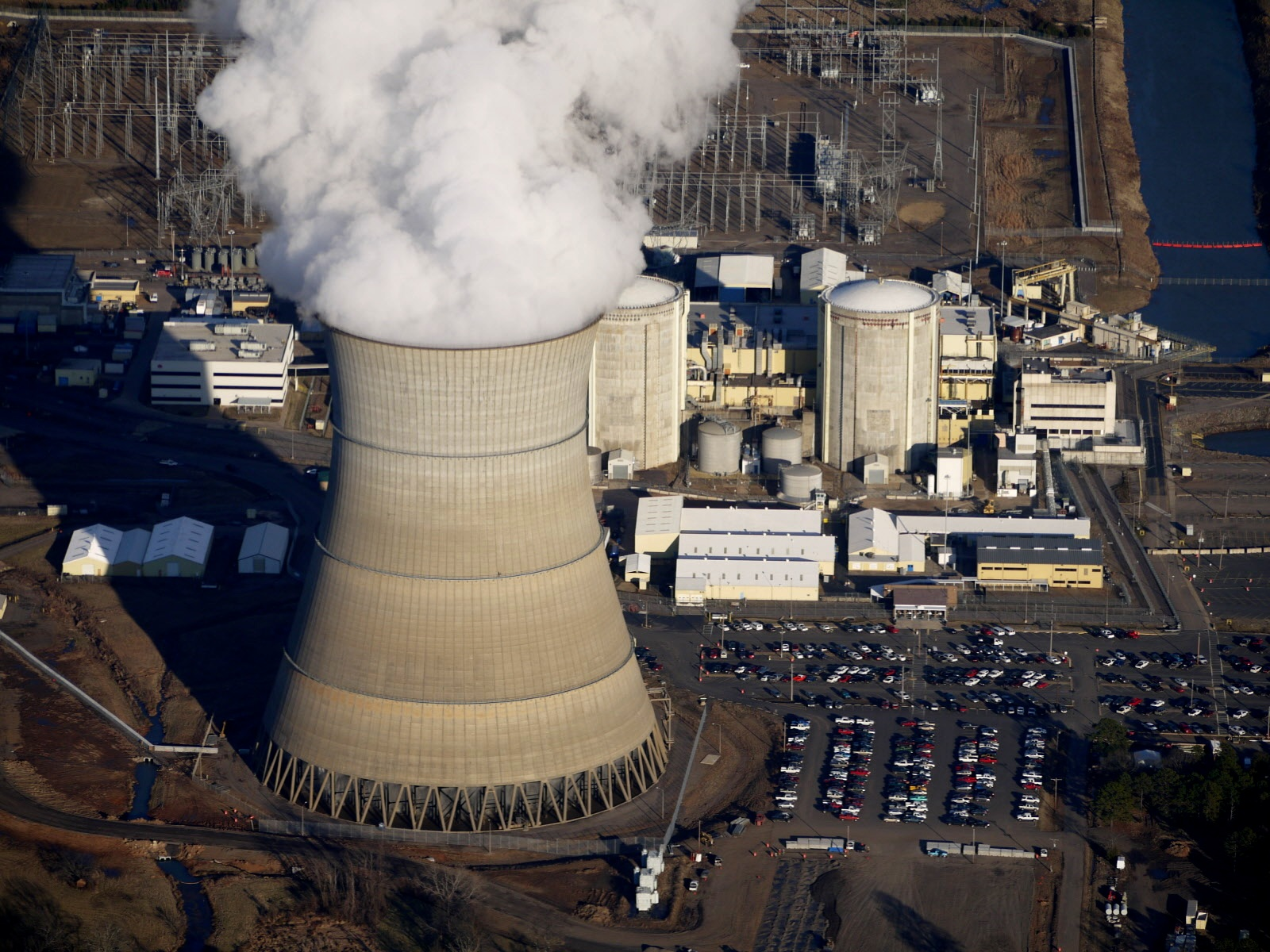
محطة أركنساس للطاقة النووية

محطة أركنساس للطاقة النووية هي محطة للطاقة النووية تعمل بواسطة مفاعل بالماء المضغوط، تتكون المحطة من وحدتين وتقع على بحيرة داردانيل خارج راسلفيل، وهي المحطة النووية الوحيدة في أركنساس.

## الوحدات

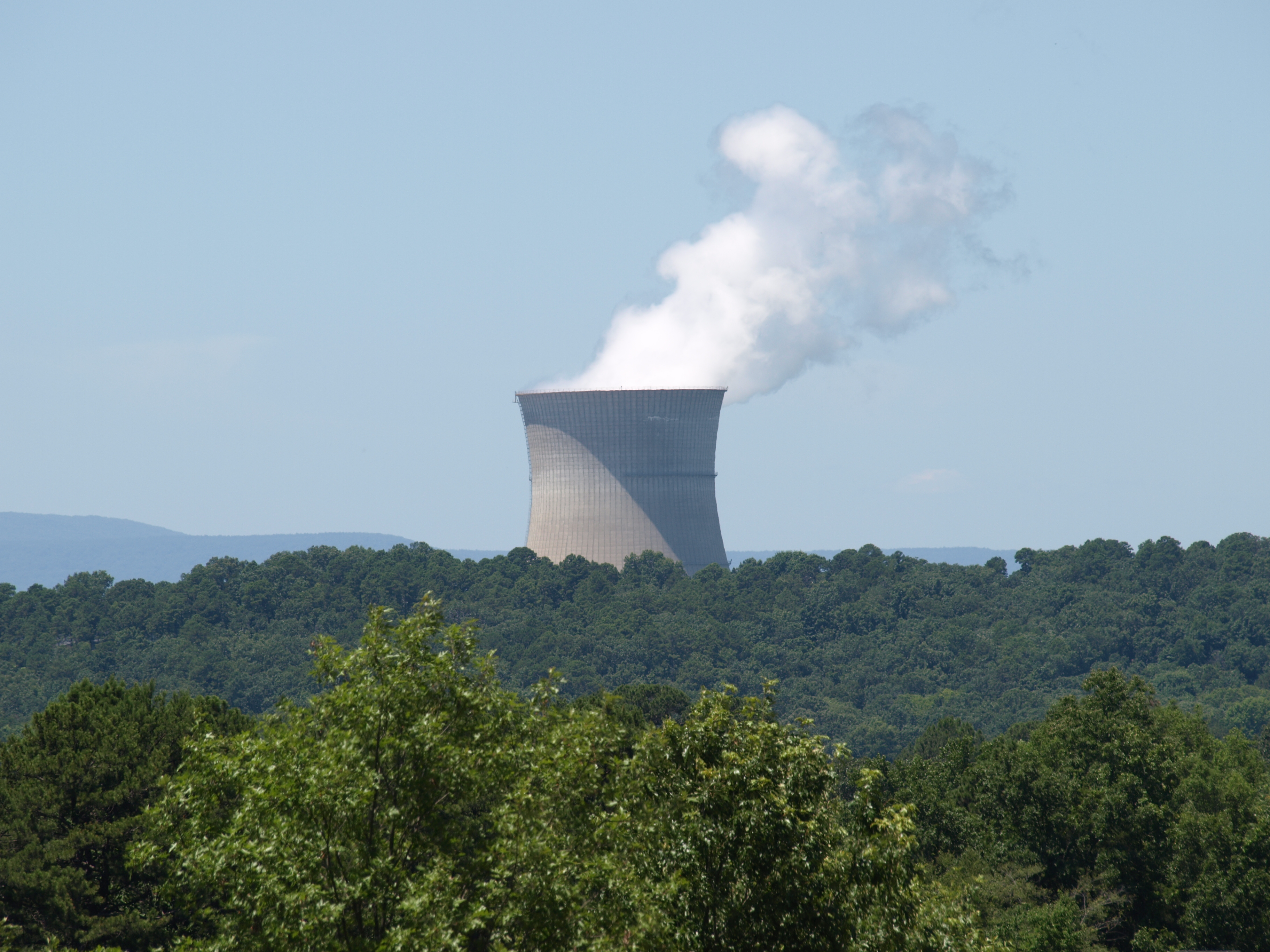
محطة أركنساس للطاقة النووية - الوحدة الثانية

### الوحدة الأولى
تتمتع الوحدة الأولى بقدرة توليد تبلغ 846 ميجاوات من الكهرباء، وهي مرخصة للعمل حتى 20 مايو 2034. تستخدم بحيرة داردانيل للتبريد.

### الوحدة الثانية
تتمتع الوحدة الثانية بقدرة توليد تبلغ 930 ميجاوات من الكهرباء، تم ترخيصها للتشغيل حتى 18 يوليو 2038. تتميز الوحدة الثانية بأنها تستخدم برج للتبريد.

## خطر الزلازل
تشير تقديرات هيئة التنظيم النووي للمخاطر التي تحدث كل عام بسبب الزلزال بما يكفي لإحداث أضرار جوهرية للمفاعل، إلى 1 من 243902، وفقاً للدراسة التي أجرتها ونشرت في أغسطس 2010.

## حادثة ديسمبر 2013
في 9 ديسمبر 2013، تم نقل الوحدة الثانية بسبب حريق. تم احتواء الحريق دون إصابات أو تهديدات للسلامة.